# United States Chess League 2007
Die United States Chess League 2007 war die dritte Austragung der United States Chess League, der US-amerikanischen Mannschaftsmeisterschaft im Schach.
Meister wurde die Mannschaft von Dallas Destiny, während der Titelverteidiger San Francisco Mechanics in der Wildcard Round des Playoff scheiterte. Mit New Jersey Knockouts (beheimatet in Lincoln Park (New Jersey)) und Queens Pioneers waren zwei neue Teams am Start, so dass der Wettbewerb mit zwölf Mannschaften ausgetragen wurde.
Zu den gemeldeten Mannschaftskadern siehe Mannschaftskader der United States Chess League 2007.

## Spieltermine
Die Wettkämpfe der Vorrunde (Regular Season) fanden statt am 29. August, 5., 12., 19. und 26. September, 3., 10., 17., 24. und 31. Oktober 2007, wobei außer in der zweiten, sechsten und zehnten Runde jeweils ein Wettkampf bereits zwei Tage zuvor gespielt wurde. Die Wildcard Round wurde am 7. November gespielt, die Halbfinalwettkämpfe am 14. und 19. November, das Finale am 28. November. Alle Wettkämpfe wurde via Internet auf dem Server des Internet Chess Club gespielt.

## Modus
Die zwölf teilnehmenden Teams wurden in zwei Sechsergruppen (Eastern Division und Western Division) eingeteilt. Jede Mannschaft spielte je zweimal gegen drei andere Mitglieder der gleichen Gruppe und je einmal gegen die beiden übrigen Mannschaften der gleichen Gruppen und gegen zwei Teams der anderen Gruppe. Über die Platzierung entschied zunächst die Anzahl der Mannschaftspunkte (ein Punkt für einen Sieg, ein halber Punkt für ein Unentschieden, kein Punkt für eine Niederlage), anschließend die Zahl der Brettpunkte (ein Punkt für einen Sieg, ein halber Punkt für ein Unentschieden, kein Punkt für eine Niederlage). Die ersten Drei jeder Gruppe qualifizierten sich für die Finalrunde (Playoff), die im k.-o.-System ausgetragen wurde. Dabei waren die beiden Gruppensieger direkt für das Halbfinale qualifiziert, während die Zweit- und Drittplatzierten in der Wildcard Round die beiden übrigen Halbfinalplätze ausspielten.

## Vorrunde

### Gruppeneinteilung
Die zwölf Mannschaften wurden wie folgt in die zwei Vorrunden eingeteilt:
| Eastern Division       | Western Division        |
| ---------------------- | ----------------------- |
| New York Knights       | San Francisco Mechanics |
| Baltimore Kingfishers  | Miami Sharks            |
| Boston Blitz           | Dallas Destiny          |
| Philadelphia Inventors | Seattle Sluggers        |
| New Jersey Knockouts   | Tennessee Tempo         |
| Queens Pioneers        | Carolina Cobras         |

### Eastern Division
In der letzten Runde fiel sowohl die Entscheidung um die direkte Halbfinalqualifikation zwischen Boston und Philadelphia als auch die Entscheidung um Platz 3 zwischen New York, New Jersey und Baltimore.

#### Abschlusstabelle
| Pl. | Verein                   | Sp | G | U | V | MP      | Brett-P.  |
| --- | ------------------------ | -- | - | - | - | ------- | --------- |
| 01. | Boston Blitz (D)         | 10 | 5 | 4 | 1 | 7,0:3,0 | 23,5:16,5 |
| 02. | Philadelphia Inventors   | 10 | 6 | 0 | 4 | 6,0:4,0 | 20,5:19,5 |
| 03. | New York Knights         | 10 | 4 | 2 | 4 | 5,0:5,0 | 19,5:20,5 |
| 04. | New Jersey Knockouts (N) | 10 | 2 | 5 | 3 | 4,5:5,5 | 19,5:20,5 |
| 05. | Queens Pioneers (N)      | 10 | 3 | 3 | 4 | 4,5:5,5 | 19,0:21,0 |
| 06. | Baltimore Kingfishers    | 10 | 2 | 4 | 4 | 4,0:6,0 | 18,5:21,5 |

#### Entscheidungen
|     | qualifiziert für das Halbfinale: Boston Blitz                                 |
|     | qualifiziert für die Wildcard Round: Philadelphia Inventors, New York Knights |
| (D) | Divisionssieger des Vorjahres                                                 |
| (N) | erstmals teilnehmendes Team                                                   |

### Western Division
Vor der letzten Runde stand Dallas als Halbfinalist und San Francisco als Teilnehmer der Wildcard Round fest, während die Entscheidung über den dritten Platz erst in der letzten Runde zwischen Miami und Seattle fiel.

#### Abschlusstabelle
| Pl. | Verein                         | Sp | G | U | V | MP      | Brett-P.  |
| --- | ------------------------------ | -- | - | - | - | ------- | --------- |
| 01. | Dallas Destiny                 | 10 | 6 | 2 | 2 | 7,0:3,0 | 23,5:16,5 |
| 02. | San Francisco Mechanics (M, D) | 10 | 5 | 2 | 3 | 6,0:4,0 | 23,5:16,5 |
| 03. | Miami Sharks                   | 10 | 4 | 2 | 4 | 5,0:5,0 | 19,0:21,0 |
| 04. | Seattle Sluggers               | 10 | 4 | 1 | 5 | 4,5:5,5 | 20,5:19,5 |
| 05. | Carolina Cobras                | 10 | 3 | 3 | 4 | 4,5:5,5 | 19,0:21,0 |
| 06. | Tennessee Tempo                | 10 | 0 | 4 | 6 | 2,0:8,0 | 14,0:26,0 |

#### Entscheidungen
|     | qualifiziert für das Halbfinale: Dallas Destiny                            |
|     | qualifiziert für die Wildcard Round: San Francisco Mechanics, Miami Sharks |
| (M) | Vorjahresmeister                                                           |
| (D) | Divisionssieger des Vorjahres                                              |

## Endrunde

### Übersicht
|  | Viertelfinale           | Viertelfinale |  |  | Halbfinale       | Halbfinale     |   |  | Finale | Finale |
|  |                         |               |  |  |                  |                |   |  |        |        |
|  |                         |               |  |  |                  |                |   |  |        |        |
|  | Boston Blitz            |               |  |  |                  |                |   |  |        |        |
|  | Freilos                 |               |  |  | Boston Blitz     | 2½             |   |  |        |        |
|  |                         |               |  |  | New York Knights | 1½             |   |  |        |        |
|  | Philadelphia Investors  | ½             |  |  |                  |                |   |  |        |        |
|  | New York Knights        | 3½            |  |  | Boston Blitz     | 2              |   |  |        |        |
|  |                         |               |  |  |                  | Dallas Destiny | 2 |  |        |        |
|  | Dallas Destiny          |               |  |  |                  |                |   |  |        |        |
|  | Freilos                 |               |  |  | Dallas Destiny   | 3½             |   |  |        |        |
|  |                         |               |  |  | Miami Sharks     | ½              |   |  |        |        |
|  | San Francisco Mechanics | 1½            |  |  |                  |                |   |  |        |        |
|  | Miami Sharks            | 2½            |  |  |                  |                |   |  |        |        |

### Entscheidungen
|  | US-amerikanischer Mannschaftsmeister: Dallas Destiny |

### Wildcard Round
Die beiden Gruppendritten qualifizierten sich für das Halbfinale. Während Miami bereits gegen San Francisco siegreich war, hatte New York beide Vorrundenwettkämpfe gegen Philadelphia verloren.

### Halbfinale
Während Boston gegen New York nur knapp siegte, landete Dallas einen klaren Sieg gegen Miami.

### Finale
Das Finale endete 2:2, so dass die Entscheidung in einem Tiebreak im Blitzschach (mit einer Bedenkzeit von 3 Minuten für die gesamte Partie zuzüglich 3 Sekunden Aufschlag pro Zug) fallen musste. Das Reglement sah vor, dass zunächst die am vierten Brett aufgestellten Spieler gegeneinander spielen mussten. Der Verlierer schied aus, während der Sieger gegen den am nächsthöheren Brett aufgestellten Spieler antrat. Bei einem Remis scheiterten beide Spieler, außer wenn ein am ersten Brett aufgestellter Spieler daran beteiligt war. In diesem Fall wurde die Partie mit vertauschten Farben neu angesetzt. Der Tiebreak war entschieden, sobald alle Spieler der einen Mannschaft ausgeschieden waren. Die Ergebnisse des Tiebreaks lauteten:
| Weiß                          | Schwarz                       | Ergebnis |
| ----------------------------- | ----------------------------- | -------- |
| Christopher Williams (Boston) | Bayaraa Zorigt (Dallas)       | 1:0      |
| Jacek Stopa (Dallas)          | Christopher Williams (Boston) | 1:0      |
| Denis Shmeliov (Boston)       | Jacek Stopa (Dallas)          | 0:1      |
| Jacek Stopa (Dallas)          | Jorge Sammour-Hasbun (Boston) | 0,5:0,5  |
| Larry Christiansen (Boston)   | Davorin Kuljašević (Dallas)   | 0,5:0,5  |
| Davorin Kuljašević (Dallas)   | Larry Christiansen (Boston)   | 0:1      |
| Larry Christiansen (Boston)   | Drasko Bošković (Dallas)      | 0:1      |

## Auszeichnungen

### Most Valuable Player
Der Titel des Most Valuable Player (MVP) wurde aufgrund der Vorrundenergebnisse vergeben. Für eine Gewinnpartie am ersten Brett erhielt ein Spieler vier Punkte, für eine Niederlage wurden ihm vier Punkte abgezogen. Am zweiten Brett wurden analog drei Plus- beziehungsweise Minuspunkte vergeben, am dritten Brett 2,5 und vierten Brett zwei. Zusätzlich wurde für jede mit den schwarzen Steinen erreichte Gewinn- und Remispartie ein Punkt gutgeschrieben. Den Titel gewann Julio Becerra Rivero (Miami) mit 23 Punkten, auf den Plätzen 2 und 3 folgten Vinay Bhat (San Francisco) mit 20 Punkten und Davorin Kuljašević (Dallas) mit 18 Punkten.

### Rookie of the Year
Zum ersten Mal wurde der Titel des Rookie of the Year für den erfolgreichsten Debütanten in der USCL vergeben. Der Titel ging an Jorge Sammour-Hasburn (Boston), der 6,5 Punkte aus 7 Partien erreichte.

### Most Improved Player
Ebenfalls zum ersten Mal wurde der Titel des Most Improved Player vergeben für den Spieler, der seine Turnierleistung im Vergleich zum Vorjahr am meisten steigern konnte. Der Titel ging an Todd Andrews (Tennessee), der seine Leistung um mehr als 400 Punkte (von 2064 auf 2487) steigern konnte.

### All Star Teams
Es wurden drei All Star Teams nominiert. Dem ersten Team gehörten Julio Becerra Rivero, Jorge Sammour-Hasbun, Jacek Stopa (Dallas) und Irina Zenyuk (New York) an, dem zweiten Joel Benjamin (New York), Davorin Kuljašević (Dallas), Denis Shmeliov und Christopher Williams (beide Boston) und dem dritten Larry Christiansen (Boston), Vinay Bhat (San Francisco), Jay Bonin (Philadelphia) und Bayaraa Zorigt (Dallas).

### Game of the Year
Nach jeder Runde wurde eine Partie der Woche (Game of the Week) gewählt, aus den 13 Partien der Woche sowie sieben weiteren Partien wurde die Partie des Jahres (Game of the Year) gewählt. Der Titel ging an die Gewinnpartie von Jorge Sammour-Hasbun (Boston) gegen Davorin Kuljašević (Dallas) aus dem Finale, auf den nächsten Plätzen folgten die Gewinnpartien von Drasko Bošković (Dallas) gegen Julio Becerra Rivero (Miami) aus dem Halbfinale sowie von Marcel Martinez (Miami) gegen Dmitry Zilberstein (San Francisco) aus der Wildcard Round.

## Die Meistermannschaft
| 1.            | Dallas Destiny |
| Schachfiguren | Drasko Bošković, Davorin Kuljašević, John Bartholomew, Jacek Stopa, Andrei Zaremba, Ryan Milisits, Francisco Guadalupe, Bayaraa Zorigt, Keaton Kiewra, Lilia Doibani. |